# Resonate
Resonate – trzynasty album studyjny brytyjskiego muzyka Glenna Hughesa. Wydawnictwo ukazało się 4 listopada 2016 roku nakładem wytwórni muzycznej Frontiers Records. W nagraniach Hughesa wsparli m.in. gitarzysta Søren Andersen, perkusista Chad Smith, znany z występów w zespole Red Hot Chili Peppers. Materiał był promowany teledyskami do utworów „Heavy” i „Long Time Gone”.
Album dotarł do 26. miejsca listy Billboard Independent Albums w Stanach Zjednoczonych sprzedając się w nakładzie 1,7 tys. egzemplarzy w przeciąu tygodnia od dnia premiery. Nagrania trafiły ponadto na listy przebojów w Niemczech, Szwajcarii i Japonii.

## Lista utworów
Opracowano na podstawie materiału źródłowego.
| Nr  | Tytuł utworu     | Długość |
| --- | ---------------- | ------- |
| 1.  | „Heavy”          | 3:22    |
| 2.  | „My Town”        | 4:07    |
| 3.  | „Flow”           | 4:37    |
| 4.  | „Let It Shine”   | 4:48    |
| 5.  | „Steady”         | 6:33    |
| 6.  | „God of Money”   | 5:05    |
| 7.  | „How Long”       | 5:59    |
| 8.  | „When I Fall”    | 3:56    |
| 9.  | „Landmines”      | 4:25    |
| 10. | „Stumble & Go”   | 3:24    |
| 11. | „Long Time Gone” | 4:36    |
|     |                  | 50:52   |

## Twórcy
Opracowano na podstawie materiału źródłowego.
| - Glenn Hughes – wokal prowadzący, gitara basowa, gitara akustyczna, produkcja muzyczna, miksowanie - Søren Andersen – gitara, produkcja muzyczna, miksowanie, mastering - Chad Smith, Pontus Engborg – perkusja - Lachy Doley – instrumenty klawiszowe - Georgina Cates – zdjęcia |  | - Frederik Cupello – asystent inżynieria dźwięku - Luis Maldonado – gitara akustyczna - Trevor Niemann – oprawa graficzna - Anna Maldonado – wiolonczela |

## Listy sprzedaży
| Lista                        | Kraj              | Pozycja |
| ---------------------------- | ----------------- | ------- |
| Billboard Independent Albums | Stany Zjednoczone | 26      |
| Billboard Heatseekers Albums | Stany Zjednoczone | 7       |
| Billboard Hard Rock Albums   | Stany Zjednoczone | 15      |
| Billboard Rop Rock Albums    | Stany Zjednoczone | 40      |
| Oricon                       | Japonia           | 217     |
| Media Control Charts         | Niemcy            | 78      |
| Schweizer Hitparade          | Szwajcaria        | 69      |